# Marluce Pinto
Maria Marluce Moreira Pinto ComMM (Jaguaruana, 3 de junho de 1938) é uma política brasileira filiada ao Movimento Democrático Brasileiro (MDB). Por Roraima, foi primeira-dama do governador Ottomar Pinto, senadora durante dois mandatos e deputada federal.

## Biografia
Filha de José Severino Moreira e de Laura Correia Moreira, Marluce Pinto é natural do município de Jaguaruana, no Ceará, mas mudou-se para Fortaleza ainda jovem. Em 1958, concluiu a educação básica no Colégio São João, de Fortaleza, mesma cidade onde cursou Gerência Empresarial em 1970.
Antes de ingressar na política, estabeleceu-se como empresária nos setores de extração de madeira e de construção civil. Entre 1969 e 1979 e 1973 e 1979, trabalhou como diretora e superintendente da Betunorte S.A. e da Rodolider S.A., respectivamente, mesmo período em que passou a presidir a M. M. Moreira Ltda e se tornou sócia-majoritária da M. M. Moreira Transportes Ltda.
Casada com Ottomar Pinto (PDS), já falecido, mudou-se para Roraima em 1979 quando o marido assumiu o governo por escolha do então presidente João Figueiredo. Como primeira-dama, dedicou-se à coordenação da área social do governo e esteve à frente do Programa Nacional do Voluntariado.
Além disso, do casamento com Ottomar Pinto, Marluce teve uma filha chamada Otília Pinto, que foi prefeita de Rorainópolis (RR) entre 2001 e 2004.

## Trajetória política
Filiada ao Partido Democrático Social (PDS) desde 1980, Marluce Pinto assumiu a presidência estadual do Partido Trabalhista Brasileiro (PTB) após a exoneração de seu marido em 1983. Em 1986, Marluce Pinto candidatou-se pela primeira vez a um cargo eletivo, concorrendo ao cargo de deputada federal por Roraima. Angariando apenas 2.372 votos, conseguiu eleger-se graças ao desempenho de seu marido, Ottomar Pinto, que obteve a maior votação proporcional do país ao angariar 15.906 votos. Tomando posse em 1º de fevereiro de 1987, integrou as comissões de Fiscalização e Controle e de Minas e Energia; foi titular da Subcomissão da União, Distrito Federal e Territórios; da Comissão da Organização do Estado, onde destacou-se por se dedicar à elevação de Roraima à condição de estado; e suplente da Subcomissão do Poder Executivo e da Comissão da Organização dos Poderes e Sistema de Governo.
Ainda na Câmara dos Deputados, participou da Assembleia Nacional Constituinte de 1987 e votou a favor do rompimento de relações diplomáticas com países que praticassem políticas de discriminação racial, da nacionalização do subsolo, do limite de 12% ao ano para os juros reais, da soberania popular, do mandado de segurança coletivo, do voto facultativo aos 16 anos, do presidencialismo, do mandato de cinco anos para o então presidente José Sarney, da remuneração 50% superior para o trabalho extra, do turno ininterrupto de seis horas, do aviso prévio proporcional, da anistia aos micro e pequenos empresários e da legalização do jogo do bicho. Além disso, votou contra a pena de morte, a limitação do direito de propriedade, a estatização do sistema financeiro, a limitação de encargos da dívida externa, a proibição do comércio de sangue, a jornada semanal de 40 horas, a estabilidade no emprego, a criação de um fundo de apoio à reforma agrária e a desapropriação da propriedade produtiva.
Por força da Constituição de 1988, Roraima foi elevada ao patamar de estado. Dois anos depois, então, Marluce Pinto elegeu-se senadora pelo PTB para um mandato de quatro anos como uma das primeiras mulheres à ascender ao Senado Federal pelo voto direto, ao lado da jornalista e advogada Júnia Marise. Durante o mandato, atuou como presidente da comissão mista destinada a reavaliar o Projeto Calha Norte (1991-1992), foi titular das comissões de Relações Exteriores e Defesa Nacional, de Serviços de Infra-Estrutura e de Assuntos Sociais (1991-1994), participou da comissão especial formada por iniciativa do presidente da República, Itamar Franco, para instituir o Código de Trânsito Brasileiro (1994), e da Comissão de Orçamento (1994-1995), tendo também exercido a secretaria-geral do Parlamento Amazônico entre 1993 e 1994. Em julho de 1994, Marluce foi admitida pelo presidente Itamar Franco à Ordem do Mérito Militar no grau de Comendadora especial.
Reeleita em 1994 com 46.189 votos, a maior votação do estado, migrou para o PMDB em junho do ano seguinte. Mesmo tendo seu registro cassado pelo Tribunal Regional Eleitoral (TRE) por propaganda eleitoral antecipada, abuso do poder econômico, uso indevido da gráfica do Senado e de veículos durante a campanha, tomou posse ao cargo em 1995, atuando como titular das comissões de Educação e de Relações Exteriores e Defesa Nacional e presidindo a comissão parlamentar de inquérito sobre a exploração do trabalho infantil em várias fábricas de calçados instaladas no Rio Grande do Sul ao longo do mandato.
Nas eleições de 1998, licenciou-se do mandato para concorrer ao governo de Roraima em uma coligação liderada pelo PMDB mas perdeu para o candidato Neudo Ribeiro Campos, que rompera o acordo firmado com Ottomar Pinto de não se candidatar à reeleição. Após a derrota nas urnas, deu continuidade ao seu mandato no senado, que se encerrou em janeiro de 2003.
Já em 2002, tentou reeleger-se ao cargo de senadora pelo PMDB mas não obteve sucesso. Em 2007, foi nomeada secretária do Trabalho e Bem Estar Social de Roraima durante o mandato de seu marido, eleito governador do estado nas eleições de 2006. Por fim, nas eleições de 2010 Marluce Pinto tentou novamente eleger-se ao cargo de senadora pela coligação União por Roraima, composta pelos partidos PSDB, DEM, PMDB, PR, PPS e PTN. Alcançando a soma de 90.938 votos, o equivalente a 21,42% dos votos válidos, não conseguiu ser eleita.

### Desempenho em eleições
| Ano  | Eleição             | Coligação                      | Partido | Candidato a      | Votos  | %     | Resultado  |
| ---- | ------------------- | ------------------------------ | ------- | ---------------- | ------ | ----- | ---------- |
| 1986 | Estadual em Roraima | Sem coligação                  | PTB     | Deputada federal | 2.372  | —     | Eleito     |
| 1990 | Estadual em Roraima | PTB e PDC                      | PTB     | Senadora         | 20.316 | 12,98 | Eleito     |
| 1994 | Estadual em Roraima | PTB, PSC e PRN                 | PTB     | Senadora         | 46.189 | 30,45 | Eleito     |
| 1998 | Estadual em Roraima | PMDB, PTB e PMN                | PMDB    | Governadora      | 13.840 | 11,36 | Não Eleita |
| 2002 | Estadual em Roraima | PSDB e PMDB                    | PMDB    | Senadora         | 56.296 | 18,33 | Não Eleita |
| 2010 | Estadual em Roraima | PSDB, DEM, PMDB, PR, PPS e PTN | PSDB    | Senadora         | 90.938 | 21,42 | Não Eleita |